# Columna Durruti
La Columna Durruti va ser una milícia confederal d'ideologia anarquista que va lluitar durant la Guerra civil espanyola.

## Història
La majoria dels antifeixistes alemanys que van anar al front es van integrar en la columna Durruti i alguns en la Columna Terra i Llibertat. Rudolf Michaelis, com Carl Einstein, van ser figures destacades del grup internacional de la columna Durruti. Van combatre amb les armes i van influir en l'estratègia.
La columna rebé el nom del seu delegat general, Buenaventura Durruti, qui havia dirigit els milers de milicians barcelonins que havien col·laborat a neutralitzar la rebel·lió militar a la capital catalana. El seu assessor militar va ser Enric Pérez i Farràs i va sortir de Barcelona el 25 de juliol de 1936, formada per uns 2.500 milicians, i es va dirigir directament cap a Saragossa, tenint com a objectiu la recuperació de la ciutat.
Va tenir un primer combat a Casp i quan ja es trobava a uns 22 km de la ciutat de Saragossa, els comandaments van decidir frenar l'avanç per por de veure's aïllats i envoltats. A partir d'aquest moment la columna va restar amb escassos subministraments i no va poder llançar un nou atac, per la qual cosa es va dedicar a la consolidació del front defensiu, així com a tasques de propagar i construir la revolució per terres d'Aragó. Va instal·lar el seu quarter general a la localitat de Bujaraloz.
El novembre, Durruti va ser cridat per col·laborar en la defensa de Madrid, però només se li va permetre portar una part de la columna (uns 1.400 sobre més de 6.000 milicians). Durruti va arribar a Madrid pels volts del dia 10 de novembre de 1936. Sense gaire temps per a descansar, els efectius de la columna foren enviats ràpidament a primera línia de combat, ja que els feixistes amenaçaven la Ciutat Universitària i la plaça de la Moncloa. Els anarquistes participaren en durs enfrontaments en aquesta zona durant tot el dia 15 novembre, patint nombroses baixes. Els dies 16 i 18, la Columna Durruti conjuntament amb brigadistes internacionals varen passar a l'ofensiva per a intentar expulsar els feixistes més enllà del riu Manzanares. La columna fou delmada i Durruti també va morir en circumstàncies confuses el 20 de novembre. El va substituir al capdavant de la Columna Ricardo Sanz, que va acabar acceptant-ne la militarització, convertint-se així en la 26a Divisió de l'Exèrcit Popular Republicà (constituïda per les Brigades mixtes números 119, 120 i 121). La columna editava el seu propi butlletí anomenat El Frente.